# Kedrostis nana
Kedrostis nana är en gurkväxtart som först beskrevs av Jean-Baptiste de Lamarck, och fick sitt nu gällande namn av Célestin Alfred Cogniaux. Kedrostis nana ingår i släktet Kedrostis och familjen gurkväxter.

## Underarter
Arten delas in i följande underarter:
- K. n. schlechteri
- K. n. zeyheri

## Bildgalleri

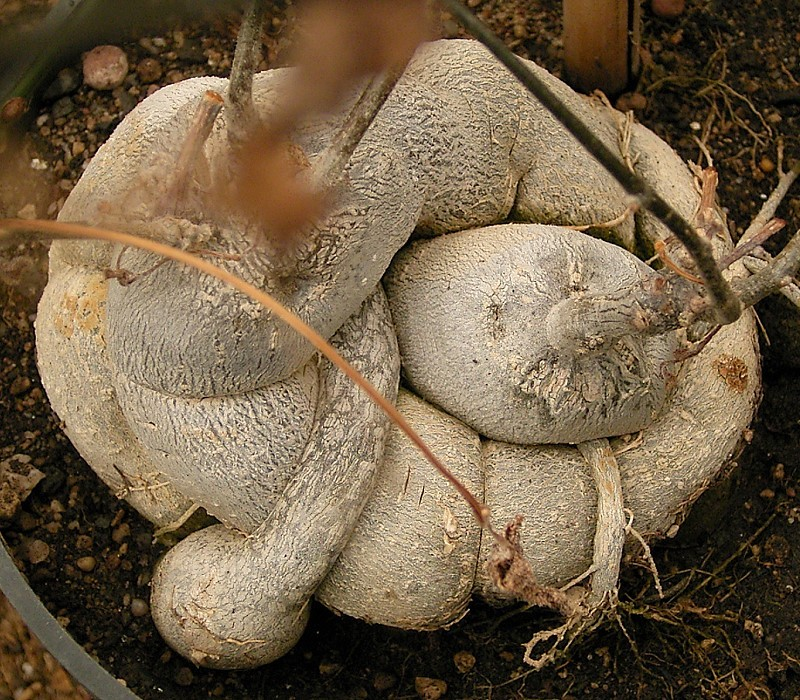
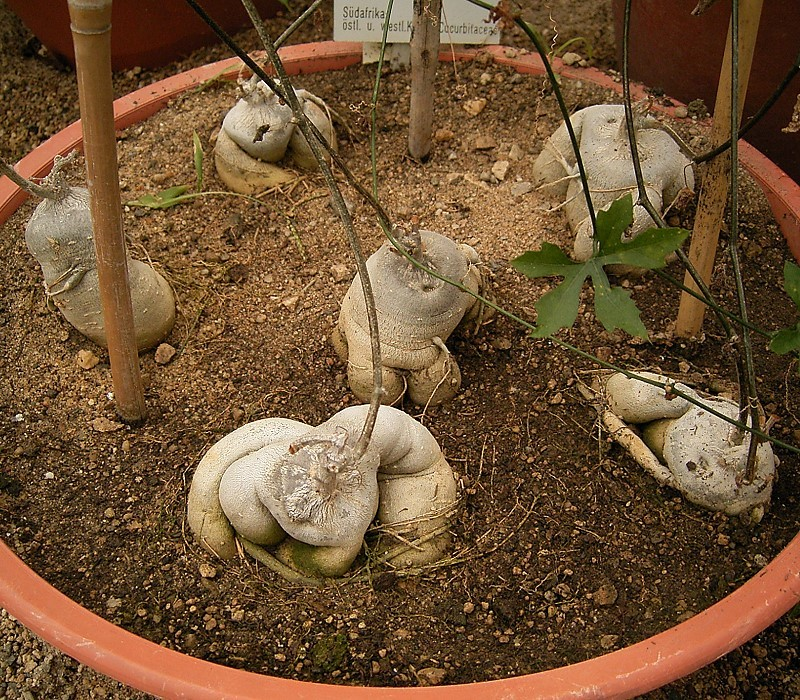
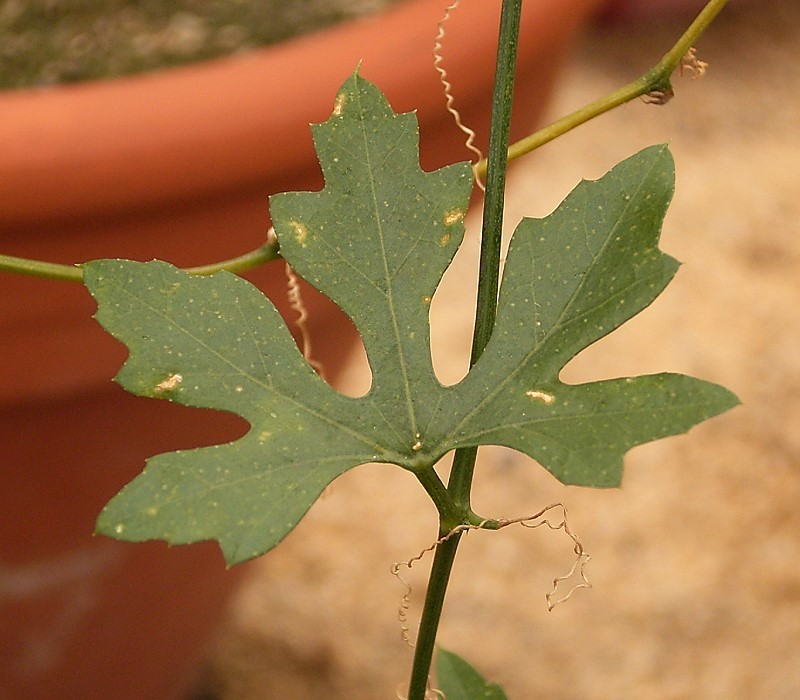
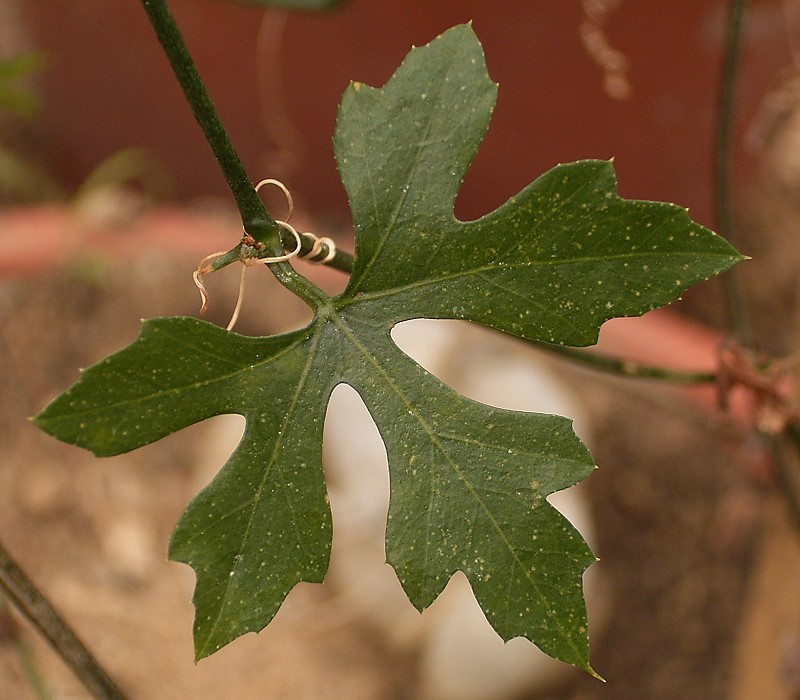